# 中島多朗
中島 多朗（なかじま たろう）は、日本の物理学者。東京大学物性研究所中性子科学研究施設准教授。

## 略歴
- 2005年 東京理科大学理学部第一部物理学科卒業[2]
- 2007年 東京理科大学大学院理学研究科物理学専攻修士課程修了
- 2009年 日本学術振興会特別研究員DC-2
- 2010年 東京理科大学大学院 理学研究科 物理学専攻博士後期課程修了 博士（理学）の学位を取得
- 2010年 東京理科大学理学部第一部物理学科助教
- 2014年 理化学研究所創発物性科学研究センター強相関量子構造研究チーム特別研究員
- 2016年 理化学研究所創発物性科学研究センター強相関量子構造研究チーム研究員
- 2019年 東京大学大学院工学系研究科附属量子相エレクトロニクス研究センター特任准教授
- 2019年 東京大学物性研究所中性子科学研究施設准教授(現職)

## 研究分野
- 無機材料
- 物性
- ナノテク・材料

## 受賞歴
- 2016年 日本中性子科学会奨励賞[3]
- 2018年 日本物理学会若手奨励賞
- 2018年 第5回CEMS Award[4]